# 기타가와 히로토시
기타가와 히로토시(일본어: 北川 博敏, 1972년 5월 27일 ~ )는 일본의 전 프로 야구 선수이자 야구 지도자이다. 현재 일본 프로 야구 한신 타이거스 1군 타격코치이다.
항상 웃는 얼굴이라 한신 타이거스 시절부터 ‘스마일리’(スマイリー)라는 별명으로 불리었고, 얼굴이 비슷해 호빵맨으로 불리기도 하였다. 또한 긴테쓰 시절인 2001년 9월 26일, 팀을 퍼시픽 리그 우승으로 이끈 대타 역전 끝내기 만루 홈런의 강한 인상 때문에 ‘기적을 부르는 남자’(奇跡を呼び込む男)로도 불린다. 2007년과 2008년에는 오릭스 선수회장을 역임했다.

## 인물

### 프로 입단 전
효고 현 이타미 시 출신이며 중학교 1학년 때 사이타마현 시키시로 이사했다. 사이타마 현립 오미야히가시 고등학교 3학년 때는 주장을 맡았고, 여름에 열린 전국 고등학교 야구선수권 사이타마 대회 결승전에서 홈런을 쳐내며 오미야히가시 고등학교를 처음으로 고시엔 대회에 출전시키는 데에 기여하였다.
졸업 후 니혼 대학에 진학했고, 동급생 다카네자와 쓰토무와의 주전 포수를 놓고 경쟁을 하게 된다. 주전 포수로 정착한 대학 3학년 춘계 리그전에서 수위타자 타이틀을 획득함과 동시에 베스트 나인에도 뽑혀, 같은 해 미일 대학 야구 선수권 대회에서 일본 대표팀 선수로 발탁되었다. 4학년 때는 주장 완장을 찼고, 미일 대학야구 일본 대표로 다시 발탁되었다. 리그 통산 75경기 출장, 244타수, 66안타, 타율 .270, 4홈런, 33타점. 1994년 프로 야구 신인 지명 회의에서 한신 타이거스의 2순위 지명을 받아 입단하였고 등번호 9번을 달았다.

### 한신 타이거스 시절
1년차 주니어 올스타 MVP를 수상하는 등 타력이 있는 포수로 기대되었지만, 팀에는 세키카와 고이치, 야노 아키히로 등의 쟁쟁한 선배들이 버티고 있어 신인인 기타가와가 출전할 수 있는 기회는 그다지 많지 않았다. 더욱이 2000년에는 노무라 가쓰야의 아들 노무라 가쓰노리가 입단하자 출전 기회가 급격하게 줄었다. 시즌 종료 후 유후네 도시로, 야마자키 가즈하루와 함께 사카이 히로키, 멘데 데쓰지, 히라시타 고지와의 3:3 트레이드로 오사카 긴테쓰 버펄로스로 이적하였고 등번호는 46번을 달았다.

### 오사카 긴테쓰 버펄로스 시절
긴테쓰 입단 첫 해인 2001년, 나시다 마사타카 감독에 의해 1군에 정착, 그 해 4월 28일에는 프로 첫 홈런을 기록하였다. 5월 27일은 생일이지만 생애 처음으로 끝내기 안타를 쳐낸 날이기도 하다. 9월 26일 오릭스 블루웨이브전에서는 3점 뒤진 9회말 무사 만루에서 대타로 출장, 당시 신인이었던 오쿠보 마사노부를 상대로 일본 프로 야구 역사상 최초로 대타 역전 끝내기 만루 우승 결정 홈런을 쳐냈고, 12년 만에 4번째 퍼시픽 리그 우승에 기여하였다. 일본 시리즈에서는 야쿠르트 스왈로스에게 1승 4패로 패했지만 일본 시리즈 모든 경기에 출전하면서 14타수, 7안타, 타율 5할의 좋은 성적을 남겼다. 구단은 끝내기 만루 홈런에 대해서 “저 홈런은 10만 엔의 가치밖에 되지 않는다”고 말했지만 전년도의 두 배에 이르는 연봉 고과를 산정하였다.
이듬해 2002년, 시범 경기에서 부상을 당해 44경기, 타율 2할 6푼 6리, 1홈런, 8타점에 그치고 말았고 다음해인 2003년 5월 25일에는 부진을 겪고 있던 나카무라 노리히로를 대신해 처음으로 4번 타자가 되었고 한 경기에서 4안타 3타점의 대활약을 하는 등 타율 3할 9리와 13홈런, 50타점의 성적을 남겼다.
2004년, 타격감을 살리기 위해 내야수로 전향하였고 개막전 요시오카 유지의 부상으로 개막전 선발 명단에 이름을 올렸다. 터피 로즈의 요미우리 자이언츠 이적 문제와 구단의 합병 문제 등으로 어수선할 때도 133경기에 모두 출장해 타율 .303, 20홈런, 88타점으로 개인 최고 성적을 경신했다. 시즌 종료 후 도호쿠 라쿠텐 골든이글스와의 선수 분배 드래프트로 현재의 오릭스 버펄로스로 이적하였고 등번호는 23번을 달게 되었다.

### 오릭스 버펄로스 시절

#### 2005년
성적은 작년과 비교해 타율만 약간 줄었을 뿐 팀 최고 타율을 지키는 등 주축으로서의 활약을 보였다.

#### 2006년
시즌 중반 경기 도중 다이빙 캐치를 시도하다 오른쪽 어깨에 부상을 입는다. 오른쪽 어깨 SLAP 손상으로 선수 생명을 좌우할 만큼 중상이라는 검사 결과를 받았지만 8월 13일 후쿠오카 소프트뱅크 호크스전까지 강행 출장하였다.

#### 2007년
그 해에 오릭스 선수회장으로 취임하였고 부상도 완쾌되어 계속 5번 타자로 기용되었다. 그렉 라로카, 터피 로즈와 함께 78홈런(기타가와는 9홈런)을 기록한 12개 구단 최고의 클린업의 한 축이 되었고 어깨 부상에서 복귀한 시즌이었던 반면에 팀은 3년 만에 최하위로 추락하며 부진했다.

#### 2008년
스프링 캠프 도중 근육 파열로 2군 개막 스타팅 멤버가 되었다. 4월 29일의 라쿠텐 전에서 1군에 합류했고 라로카의 이탈로 인해 3루수로 기용되었다. 5월 16일의 지바 롯데전에서는 와타나베 슌스케에게서 연타석 홈런을 뽑아내는 등 처음으로 1경기 6타점의 활약을 하였다. 그러나 여름 이후에는 6번 혹은 7번 타자로 기용될 만큼 페이스가 떨어졌다. 득점권 타율도 2할 4푼 4리로 침체되었고 5년 만에 규정 타석 미달이 되는 등 만족스럽지 못한 시즌을 보냈다. 한편 2005년 이후 이어지던 두 자릿수 홈런은 한자리로 줄었고, 2시즌 연속 희생 플라이 수가 리그 최고를 기록하였다.

#### 2009년
호세 페르난데스의 영입과 라로카의 복귀로 전년도보다 주전 출장이 힘들어졌다. 주로 오른손 대타로 출전했으나 외국인 용병 4명이 잇달아 전력에서 이탈한 덕분에 시즌 마지막까지 오더에 이름을 올려놓게 되었다. 그러나 타율 이외의 부분에서는 전년도 성적을 훨씬 밑돌았고, 홈런은 개인 통산 워스트인 2홈런으로 시즌을 마감하였다.

#### 2010년
개막전에 4번 지명 타자로 출장하였고 알렉스 카브레라와 오카다 다카히로에게 1루를 빼앗겨 지명 타자로서의 출전하는 일이 많았지만 타격에서는 높은 타율을 기록하였다. 6월 2일의 주니치 드래건스전에서는 8회말 무사 만루 상황에 다카하시 아키후미에게서 동점 만루 홈런을 때려내면서 팀의 끝내기 승리에 기여했다. 그 후에도 주전 타자로서 활약했으나 8월 13일부터 말소되지 않은채 10경기에 결장했다. 이는 7월 14일 지바 롯데전에서 자신의 파울 타구를 맞은 왼쪽 정강이에 붕와직염으로 인한 발열 때문이다. 1군 복귀 이후 9월 경기에서는 통산 100홈런과 1000안타의 고지를 밟았다. 최종적으로 119경기에 출장해 타율 3할 6리, 12홈런, 61타점의 성적을 거두었다.

#### 2011년
6월 26일 지바 롯데전 7회초에 무사 주자 없는 상황에서 좌익선상에 떨어지는 안타를 치고 2루로 달려가던 중 왼발에 부상을 당했다. 간신히 1루로 귀루하였지만 서지 못해 업혀서 퇴장한다. 진단 결과 아킬레스건 파열이라는 큰 부상으로 이튿날 바로 수술대에 올랐고 이 부상으로 2011년 시즌 도중의 복귀가 불투명해지면서 암울한 시즌을 보내야만 했다.

#### 2012년
그 해에는 시즌 개막을 1군에 합류하여 6월 5일의 야쿠르트전(교세라 돔)에서는 8회말에 오시모토 다케히코로부터 아킬레스건 부상 이후 처음으로 홈런을 때려냈다. 이 경기에서 홈런을 때린 이후 기자들과의 인터뷰에서 은퇴를 암시하는 발언을 했는데 결과적으로 이 홈런은 현역 생활에 있어서의 마지막 홈런이 되었다. 7월 16일에 등록이 말소되면서 10월 3일에는 현역에서 은퇴하겠다는 입장을 밝혔다. 10월 7일 홈구장에서의 마지막 경기인 세이부전(교세라 돔)을 은퇴 경기로 치뤘고 5번·1루수로 선발 출전, 5회말 세 번째 타석에서 2사에 주자 2루 상황에서 기쿠치 유세이로부터 좌월 적시타를 때려냈다.

### 그 후
2012년 11월 4일, 2013년부터 오릭스의 2군 타격 코치로 발탁되었다. 2014년 시즌을 끝으로 재계약하지 않았고 오릭스 구단 프런트 직원으로 일하다가 2015년 10월 14일 오릭스 구단의 1군 타격코치로 발탁되었다.

## 플레이 스타일
끈질기게 타격하는 승부 강한 중거리 타자지만 2003년과 2004년을 기점으로 장타는 다소 감소해 병살타가 늘었다. 자주 번트를 대는 타자는 아니나 고교시절 맹연습을 통해 자신감을 가지고 있다.
수비 범위는 다소 좁지만 능숙한 글러브질로 2007년에는 후쿠우라 가즈야의 9할 9푼 5리를 웃도는 리그 1위인 수비율 9할 9푼 8리를 기록하였다(골든 글러브상은 후쿠우라가 수상하였다).
원래 포지션인 포수로는 오랫동안 출장하고 있지 않지만 2004년에는 포수를 모두 교체한 경기에서 당시 감독 나시다 마사타카는 “연장전으로 이어지면 기타가와를 포수를 기용할 생각이었다. 오랜만에 포수 기타가와를 볼 기회였는데(동점까지 따라 붙지 못해 졌기 때문에) 유감이다”라고 이야기 하였으며, 오릭스로 이적한 후인 2005년 8월 3일, 세이부 라이온스 전에서도 포수 마스크를 쓰고 마토야마 데쓰야에게 사인을 배우는 모습이 중계 화면에 잡혔다.

## 에피소드
- 효고현 이타미시 출신의 스포츠 선수로 구성된 NPO 법인 이타미 애슬리트 클럽에 소속되어 있고 시즌 중에는 ‘기타가와 홈런 기금’, 시즌 종료 후에는 이벤트 등을 열고 있다.
- 현재 테마곡은 《역전 한방 맨》(逆転イッパツマン) (타임보칸 시리즈)이다.
- 트레이드 마크는 미소, 그러나 항상 웃는 것은 아니며 희로애락을 분별하는 방법에 대해서는 “코를 봐주십시오”라고 대답하였다.[8] 한신 시절에는 미소 때문에 곤욕을 치른 적이 있었는데 주니치 드래건스와의 경기에서 포수 리드를 하는 기타가와의 얼굴이 웃는 것처럼 보여 야마사키 다케시, 레오 고메스가 격노해 벤치 클리어링으로 이어지는 사태가 벌어지기도 했다.
- 취미는 낚시와 가재 키우기이다.
- 구단에서는 ‘기타가와 빗쿠리 팥빵’(きたがわびっクリあんぱん)과 ‘기타가와 빗크림 빵’(キタガワビッくりームパン)을 시판하였다.
- 좋아하는 아티스트는 스피츠이며, 2009년부터 자신의 테마곡으로 스피츠의 노래를 사용하고 있다. 또한 라이브에도 자주 다니며, 멤버 구사노 마사무네와도 친분이 깊다.

## 상세 정보

### 출신 학교
- 사이타마 현립 오미야히가시 고등학교
- 니혼 대학

### 선수 경력
- 한신 타이거스(1995년 ~ 2000년)
- 오사카 긴테쓰 버펄로스(2001년 ~ 2004년)
- 오릭스 버펄로스(2005년 ~ 2012년)

### 지도자 경력
- 오릭스 버펄로스 2군 타격 코치(2013년 ~ 2014년)
- 오릭스 버펄로스 1군 타격 코치(2016년)
- 도쿄 야쿠르트 스왈로스 2군 타격 코치(2017년 ~ 2019년)
- 한신 타이거스 2군 타격 코치(2020년 ~ 2021년)
- 한신 타이거스 1군 타격 코치(2022년 ~ )

### 수상·타이틀 경력
- 주니어 올스타 MVP(1995년)
- JA 전농 Go·Go상(최다 2·3루타상 : 2006년 8월)

### 주요 기록

#### 첫 기록
- 첫 출장 : 1995년 8월 16일, 대 야쿠르트 스왈로스 23차전(메이지 진구 야구장), 9회초에 포수로서 출장
- 첫 안타 : 1995년 8월 27일, 대 요미우리 자이언츠 23차전(한신 고시엔 구장), 3회말에 마키하라 히로미로부터
- 첫 선발 출장 : 1995년 8월 20일, 대 요코하마 베이스타스 17차전(요코하마 스타디움), 6번·포수로서 선발 출장
- 첫 타점 : 1996년 8월 16일, 대 주니치 드래건스 18차전(나고야 구장), 9회초에 나카야마 히로아키로부터
- 첫 홈런 : 2001년 4월 28일, 대 후쿠오카 다이에 호크스 5차전(후쿠오카 돔), 7회초에 사이토 가즈미로부터 좌월 솔로 홈런
- 첫 도루 : 2001년 6월 20일, 대 세이부 라이온스 16차전(세이부 돔), 6회초에 2루 안착(투수 : 아오키 하야토, 포수 : 다하라 고지)

#### 기록 달성 경력
- 통산 1000경기 출장 : 2009년 8월 6일, 대 도호쿠 라쿠텐 골든이글스 13차전(교세라 돔 오사카), 5번·3루수로서 선발 출장 ※역대 432번째
- 통산 100홈런 : 2010년 9월 11일, 대 도호쿠 라쿠텐 골든이글스 23차전(클리넥스 스타디움 미야기), 9회초에 고야마 신이치로로부터 좌월솔로 ※역대 262번째
- 통산 1000안타 : 2010년 9월 21일, 대 홋카이도 닛폰햄 파이터스 23차전(삿포로 돔), 9회초에 다케다 히사시로부터 중전 적시타 ※역대 261번째

#### 기타
- 전 구단 상대 홈런 : 2008년 6월 23일, 대 도쿄 야쿠르트 스왈로스 4차전(메이지 진구 야구장), 9회초에 임창용으로부터 좌월 동점 솔로 홈런 ※역대 14번째

|    | 날짜            | 상대 팀         | 구장                 | 이닝   | 상대 투수         |
| -- | --------------- | --------------- | -------------------- | ------ | ----------------- |
| 1  | 2001년 4월 29일 | 다이에 5차전    | 후쿠오카 돔          | 7회초  | 사이토 가즈미     |
| 2  | 2001년 5월 29일 | 닛폰햄 10차전   | 도쿄 돔              | 7회초  | 이코마 마사키     |
| 3  | 2001년 6월 15일 | 오릭스 12차전   | 오사카 돔            | 6회초  | 도카노 히사시     |
| 4  | 2001년 8월 11일 | 세이부 20차전   | 오사카 돔            | 2회초  | 미쓰이 고지       |
| 5  | 2003년 5월 18일 | 지바 롯데 9차전 | 오사카 돔            | 3회초  | 간다 요시히데     |
| 6  | 2005년 4월 26일 | 라쿠텐 5차전    | 야마가타 현 야구장   | 5회초  | 케빈 호지스       |
| 7  | 2005년 5월 6일  | 주니치 1차전    | 스카이 마크 스타디움 | 6회초  | 가와카미 겐신     |
| 8  | 2005년 5월 12일 | 요미우리 3차전  | 도쿄 돔              | 4회초  | 구도 기미야스     |
| 9  | 2005년 5월 24일 | 한신 1차전      | 구라시키 머스캣 구장 | 9회초  | 마키노 루이       |
| 10 | 2005년 6월 11일 | 요코하마 5차전  | 요코하마 스타디움    | 3회초  | 도이 요시히로     |
| 11 | 2007년 6월 10일 | 히로시마 3차전  | 히로시마 시민 구장   | 10회초 | 나가카와 가쓰히로 |
| 12 | 2008년 6월 23일 | 야쿠르트 4차전  | 메이지 진구 야구장   | 9회초  | 임창용            |

### 등번호
- 9(1995년 ~ 2000년)
- 46(2001년 ~ 2004년)
- 23(2005년 ~ 2012년)
- 85(2013년 ~ 2014년, 2016년 ~ 2019년)
- 80(2020년 ~ )

### 연도별 타격 성적
| 연 도       | 소 속       | 경 기 | 타 석 | 타 수 | 득 점 | 안 타 | 2 루 타 | 3 루 타 | 홈 런 | 루 타 | 타 점 | 도 루 | 도 루 자 | 희 생 번 | 희 생 플 | 볼 넷 | 고 4 | 사 구 | 삼 진 | 병 살 타 | 타 율 | 출 루 율 | 장 타 율 | O P S |
| ----------- | ----------- | ----- | ----- | ----- | ----- | ----- | ------- | ------- | ----- | ----- | ----- | ----- | -------- | -------- | -------- | ----- | ---- | ----- | ----- | -------- | ----- | -------- | -------- | ----- |
| 1995년      | 한신        | 13    | 21    | 16    | 1     | 2     | 0       | 0       | 0     | 2     | 0     | 0     | 0        | 2        | 0        | 3     | 0    | 0     | 4     | 1        | .125  | .263     | .125     | .388  |
| 1996년      | 한신        | 28    | 32    | 29    | 4     | 6     | 1       | 0       | 0     | 7     | 1     | 0     | 0        | 0        | 0        | 3     | 0    | 0     | 5     | 0        | .207  | .281     | .241     | .523  |
| 1997년      | 한신        | 2     | 2     | 2     | 0     | 0     | 0       | 0       | 0     | 0     | 0     | 0     | 0        | 0        | 0        | 0     | 0    | 0     | 1     | 0        | .000  | .000     | .000     | .000  |
| 1998년      | 한신        | 8     | 19    | 18    | 1     | 1     | 1       | 0       | 0     | 2     | 1     | 0     | 0        | 0        | 0        | 1     | 0    | 0     | 1     | 0        | .056  | .105     | .111     | .216  |
| 1999년      | 한신        | 39    | 74    | 66    | 4     | 10    | 3       | 0       | 0     | 13    | 1     | 0     | 0        | 5        | 0        | 2     | 0    | 1     | 10    | 2        | .152  | .188     | .197     | .385  |
| 2000년      | 한신        | 10    | 8     | 7     | 0     | 0     | 0       | 0       | 0     | 0     | 0     | 0     | 0        | 0        | 0        | 1     | 0    | 0     | 0     | 0        | .000  | .125     | .000     | .125  |
| 2001년      | 긴테쓰      | 81    | 229   | 200   | 27    | 54    | 14      | 1       | 6     | 88    | 35    | 2     | 0        | 1        | 1        | 25    | 0    | 2     | 29    | 13       | .270  | .355     | .440     | .795  |
| 2002년      | 긴테쓰      | 43    | 99    | 94    | 7     | 25    | 7       | 1       | 1     | 37    | 8     | 0     | 0        | 0        | 0        | 4     | 0    | 1     | 16    | 2        | .266  | .303     | .394     | .697  |
| 2003년      | 긴테쓰      | 99    | 359   | 317   | 57    | 98    | 23      | 1       | 13    | 162   | 50    | 5     | 0        | 1        | 3        | 37    | 0    | 1     | 38    | 7        | .309  | .380     | .511     | .891  |
| 2004년      | 긴테쓰      | 133   | 580   | 508   | 75    | 154   | 27      | 0       | 20    | 241   | 88    | 7     | 2        | 4        | 2        | 62    | 3    | 4     | 70    | 15       | .303  | .382     | .474     | .856  |
| 2005년      | 오릭스      | 127   | 487   | 444   | 57    | 115   | 28      | 1       | 16    | 193   | 67    | 3     | 3        | 1        | 2        | 36    | 2    | 4     | 64    | 11       | .259  | .319     | .435     | .754  |
| 2006년      | 오릭스      | 100   | 403   | 373   | 39    | 108   | 29      | 2       | 8     | 165   | 55    | 2     | 2        | 0        | 3        | 23    | 2    | 4     | 47    | 8        | .290  | .335     | .442     | .777  |
| 2007년      | 오릭스      | 144   | 602   | 557   | 60    | 156   | 23      | 1       | 9     | 208   | 61    | 4     | 2        | 0        | 7        | 31    | 1    | 7     | 79    | 23       | .280  | .322     | .373     | .696  |
| 2008년      | 오릭스      | 105   | 399   | 343   | 41    | 91    | 24      | 0       | 13    | 154   | 49    | 4     | 2        | 2        | 10       | 37    | 3    | 7     | 51    | 8        | .265  | .340     | .449     | .789  |
| 2009년      | 오릭스      | 103   | 302   | 267   | 29    | 73    | 18      | 0       | 2     | 97    | 31    | 0     | 0        | 4        | 6        | 19    | 1    | 6     | 37    | 9        | .273  | .329     | .363     | .692  |
| 2010년      | 오릭스      | 119   | 403   | 362   | 42    | 111   | 25      | 0       | 12    | 172   | 61    | 2     | 1        | 0        | 6        | 28    | 0    | 7     | 65    | 6        | .307  | .362     | .475     | .837  |
| 2011년      | 오릭스      | 51    | 172   | 159   | 11    | 41    | 11      | 0       | 1     | 55    | 17    | 0     | 0        | 1        | 2        | 8     | 0    | 2     | 23    | 4        | .258  | .298     | .346     | .644  |
| 2012년      | 오릭스      | 59    | 159   | 140   | 9     | 31    | 6       | 0       | 1     | 40    | 11    | 0     | 0        | 0        | 2        | 17    | 0    | 0     | 23    | 3        | .221  | .302     | .286     | .588  |
| 통산 : 18년 | 통산 : 18년 | 1264  | 4350  | 3902  | 464   | 1076  | 240     | 7       | 102   | 1636  | 536   | 29    | 12       | 21       | 44       | 337   | 12   | 46    | 563   | 112      | .276  | .337     | .419     | .756  |

- 굵은 글씨는 시즌 최고 성적.

### 연도별 수비 성적
| 연도   | 1루  | 1루  | 1루  | 1루  | 1루  | 1루    | 3루  | 3루  | 3루  | 3루  | 3루  | 3루    |
| 연도   | 경기 | 척살 | 보살 | 실책 | 병살 | 수비율 | 경기 | 척살 | 보살 | 실책 | 병살 | 수비율 |
| ------ | ---- | ---- | ---- | ---- | ---- | ------ | ---- | ---- | ---- | ---- | ---- | ------ |
| 1996년 | -    | -    | -    | -    | -    | -      | 6    | 1    | 1    | 0    | 1    | 1.000  |
| 1999년 | 4    | 25   | 5    | 0    | 3    | 1.000  | -    | -    | -    | -    | -    | -      |
| 2000년 | 3    | 2    | 0    | 0    | 0    | 1.000  | -    | -    | -    | -    | -    | -      |
| 2001년 | 16   | 144  | 4    | 0    | 10   | 1.000  | -    | -    | -    | -    | -    | -      |
| 2002년 | 1    | 1    | 0    | 0    | 0    | 1.000  | -    | -    | -    | -    | -    | -      |
| 2003년 | 58   | 453  | 35   | 1    | 45   | .998   | -    | -    | -    | -    | -    | -      |
| 2004년 | 133  | 1347 | 85   | 6    | 121  | .996   | -    | -    | -    | -    | -    | -      |
| 2005년 | 121  | 1070 | 71   | 8    | 104  | .993   | -    | -    | -    | -    | -    | -      |
| 2006년 | 76   | 706  | 62   | 0    | 60   | 1.000  | -    | -    | -    | -    | -    | -      |
| 2007년 | 140  | 1307 | 84   | 3    | 104  | .998   | -    | -    | -    | -    | -    | -      |
| 2008년 | 24   | 117  | 10   | 0    | 8    | 1.000  | 87   | 37   | 129  | 10   | 10   | .943   |
| 2009년 | 42   | 289  | 24   | 1    | 31   | .997   | 35   | 26   | 46   | 5    | 7    | .935   |
| 2010년 | 38   | 290  | 27   | 4    | 24   | .988   | -    | -    | -    | -    | -    | -      |
| 2011년 | 6    | 41   | 0    | 0    | 5    | 1.000  | -    | -    | -    | -    | -    | -      |
| 통산   | 662  | 5792 | 407  | 23   | 515  | .996   | 128  | 64   | 176  | 15   | 18   | .941   |

| 연도   | 포수 | 포수 | 포수 | 포수 | 포수 | 포수     | 포수   | 포수      | 포수 | 포수 | 포수   |
| 연도   | 경기 | 척살 | 보살 | 실책 | 병살 | 패스트볼 | 수비율 | 도루 시도 | 허용 | 저지 | 저지율 |
| ------ | ---- | ---- | ---- | ---- | ---- | -------- | ------ | --------- | ---- | ---- | ------ |
| 1995년 | 13   | 43   | 5    | 1    | 0    | 0        | .980   | 13        | 11   | 2    | .154   |
| 1998년 | 7    | 20   | 3    | 1    | 0    | 0        | .958   | 2         | 1    | 1    | .500   |
| 1999년 | 23   | 89   | 11   | 0    | 4    | 3        | 1.000  | 12        | 6    | 6    | .500   |
| 2000년 | 1    | 1    | 0    | 0    | 0    | 0        | 1.000  | 0         | 0    | 0    | -      |
| 2001년 | 55   | 211  | 8    | 2    | 3    | 2        | .991   | 30        | 25   | 5    | .167   |
| 2002년 | 18   | 35   | 2    | 4    | 0    | 0        | .902   | 12        | 12   | 0    | .000   |
| 2003년 | 15   | 40   | 4    | 0    | 1    | 0        | 1.000  | 9         | 6    | 3    | .333   |
| 통산   | 132  | 439  | 33   | 8    | 8    | 5        | .983   | 78        | 61   | 17   | .218   |